# Gustav Drehmann
Gustav Drehmann (* 21. September 1869; † 24. Juni 1932 in Breslau) war ein deutscher Orthopäde und Hochschullehrer in Breslau.

## Leben
Drehmann studierte Medizin an der Julius-Maximilians-Universität Würzburg, wo er sich 1888 der Landsmannschaft Makaria anschloss. Er bewährte sich dreimal als Consenior, einmal als Senior und zweimal als Fuchsmajor. Für sein Corps setzte er sich zeitlebens bedingungslos ein. In der Beurteilung von  Mensuren kannte er auch als Paukarzt keine Kompromisse. „Wer Prügel einstecken musste, weil er auf dem Fechtboden ein wenig bequem gewesen war, konnte stehen bleiben, bis er im Lokal lag.“ Sein Bruder Gotthold machte da keine Ausnahme.
1897 wurde Drehmann Assistent bei Johann von Mikulicz in Breslau. Bald konnte er eine florierende Privatklinik eröffnen. Sein besonderes Interesse galt den angeborenen Deformitäten und der dysplasiebedingten Hüftluxation. Noch heute ist das Drehmann-Zeichen im orthopädischen Sprachgebrauch: Bei der kindlichen Epiphysiolyse des Femurkopfs dreht sich das betroffene Bein nach außen, wenn die Hüfte gebeugt wird.
Zu Beginn des  Ersten Weltkriegs leitete er Kriegslazarette in Ostpreußen und Polen, später das Lazarett für Schwerkriegsverletzte in der Breslauer Baugewerkschule. Für das VI. Armee-Korps war er fachärztlicher Beirat. Nach dem Krieg bestellte ihn die niederschlesische Provinzialverwaltung zum Landeskrüppelarzt der Provinz Niederschlesien. Im Niederschlesischen Provinzialverband zur Bekämpfung der Tuberkulose wirkte er als Vorstandsmitglied.

## Werke
- Die Deformitäten der unteren Extremitäten, in: Hermann Gocht (Hg.):  Hoffas Lehrbuch der  Orthopädischen Chirurgie, 7. Auflage. Stuttgart 1925

## Ehrungen
- Präsident der  Deutschen Orthopädischen Gesellschaft (1922)[3]